# Аборты в Сербии
Аборты в Сербии в нынешнем виде (в Сербии и других на тот момент югославских республиках) были легализованы 7 октября 1977 года. Аборт доступен по требованию для женщин, срок беременности которых не превышает десятой недели, а также в случае риска для жизни или здоровья женщины (предел не установлен) или когда беременность наступила в результате сексуального преступления (в том числе изнасилования или инцеста), или в случае нарушений у плода до двадцати недель. Несовершеннолетним в возрасте до 16 лет требуется согласие родителей на аборт.
По некоторым оценкам, в Сербии самый высокий уровень абортов в Европе. Официальные данные Белградского института общественного здравоохранения утверждают, что в Сербии ежегодно делается 23 000 абортов, но согласно неофициальным данным, их число достигает 150 000. Хотя аборты, выполненные после десяти недель, должны быть сделаны только в том случае, если есть конкретная утверждённая причина, на практике аборты по требованию выполняются позже установленного законом срока — женщины часто получают поддельные медицинские документы, такие как справка от психиатра о том, что они психически неуравновешенны. Кроме того, врачи, которые хотят делать аборты, должны получить лицензию; поскольку процесс получения этой лицензии может быть строгим и сложным, многие врачи работают нелегально без лицензии и не сообщают об абортах, которые они делают. До недавнего времени аборт был ведущим методом контроля рождаемости на территории современной Сербии. Отсутствие полового воспитания в сочетании с практическим отсутствием знаний о методах контрацепции привело к множеству нежелательных беременностей, а вместе с ними и к большому количеству абортов. В 1970-х и 1980-х годах около 12 процентов сексуально активных женщин в Сербии использовали современные средства контрацепции, такие как презервативы.
В 2009 году 23,2% беременностей в Сербии закончились абортом. Самым высоким уровнем за всю историю наблюдений был 1989 год, когда было прервано 68% беременностей. Ещё в 2006 году в Сербии по-прежнему был самый высокий уровень абортов среди бывших югославских республик.
Мифепристон (препарат для медикаментозного аборта) зарегистрирован в 2002 году.

## Общественное мнение
Опрос Pew Research 2017 года показал, что 63% сербов считают, что аборты должны быть законными во всех/большинстве случаев, а 31% считают, что они должны быть незаконными во всех/большинстве случаев.